# What Is Life
"What Is Life" is een nummer van de Britse artiest George Harrison. Het nummer verscheen op zijn album All Things Must Pass uit 1970. Op 15 februari 1971 werd het nummer uitgebracht als de tweede en laatste single van het album.

## Achtergrond
"What Is Life" is geschreven door Harrison en geproduceerd door Harrison en Phil Spector. Harrison kreeg het idee voor het nummer terwijl hij op weg was naar een opnamesessie van Billy Preston. De sessies voor diens album That's the Way God Planned It vonden plaats tussen april en juli 1969, toen Harrison nog in The Beatles zat. In zijn autobiografie I, Me, Mine vertelde Harrison dat hij het nummer "erg snel" schreef en vond dat het een "perfect, catchy popnummer" voor Preston was. Toen hij bij de opnamesessie arriveerde, kwam hij er echter achter dat Preston meer met "funky muziek" aan het werk was. In plaats van het met The Beatles op te nemen, legde Harrison het nummer opzij en maakte hij het een jaar later af tijdens de sessies voor zijn eigen album All Things Must Pass.
"What Is Life" was eind mei of begin juni 1970 een van de eerste nummers die werd opgenomen voor All Things Must Pass. De slaggitaar op het nummer wordt gespeeld door Eric Clapton, terwijl Jim Gordon de drums bespeelde. Toetsenist Bobby Whitlock en basgitarist Carl Radle werkten ook mee; deze vier muzikanten werkten eerder al samen in Delaney & Bonnie and Friends en Derek and the Dominos. Mike Gibbins, normaal gesproken de drummer van Badfinger, bespeelde de tamboerijn. Harrison is te horen als zowel lead- als achtergrondzanger; het door hem ingezongen koor wordt op de hoes vermeld als "The George O'Hara-Smith Singers". Op het nummer maakte producer Spector gebruik van de door hem ontwikkelde Wall of Sound.
"What Is Life" werd in november 1970 voor het eerst uitgebracht op All Things Must Pass. Op 15 februari 1971 werd het als single uitgebracht in de Verenigde Staten en een aantal Europese landen. In het Verenigd Koninkrijk was het geen single, aangezien het daar werd uitgebracht op de B-kant van de voorgaande single "My Sweet Lord". Het bereikte de tiende plaats in de Amerikaanse Billboard Hot 100, terwijl het in Australië en Zwitserland een nummer 1-hit werd. Ook kwam het in onder meer Canada, Duitsland, Italië, Nieuw-Zeeland, Noorwegen, Oostenrijk en Zuid-Afrika in de top 10 terecht. In Nederland bereikte de single de derde plaats in de Top 40 en de tweede plaats in de Daverende Dertig, terwijl in Vlaanderen de vijfde plaats in de voorloper van de Ultratop 50 werd bereikt.
"What Is Life" is gecoverd door een aantal artiesten. De bekendste versie is afkomstig van Olivia Newton-John, die het in 1972 op haar album Olivia zette. Het werd als single uitgebracht en bereikte de achttiende plaats in het Verenigd Koninkrijk en de zestiende plaats in Ierland. Andere covers zijn afkomstig van Ronnie Aldrich, Neal Morse met Phil Keaggy, Shawn Mullins (voor de film Big Daddy; plaats 62 in het Verenigd Koninkrijk in 1999), The Ventures en "Weird Al" Yankovic.

## Hitnoteringen

### Nederlandse Top 40
| Hitnotering: 20-03-1971 t/m 08-05-1971 | Hitnotering: 20-03-1971 t/m 08-05-1971 | Hitnotering: 20-03-1971 t/m 08-05-1971 | Hitnotering: 20-03-1971 t/m 08-05-1971 | Hitnotering: 20-03-1971 t/m 08-05-1971 | Hitnotering: 20-03-1971 t/m 08-05-1971 | Hitnotering: 20-03-1971 t/m 08-05-1971 | Hitnotering: 20-03-1971 t/m 08-05-1971 | Hitnotering: 20-03-1971 t/m 08-05-1971 | Hitnotering: 20-03-1971 t/m 08-05-1971 |
| Week                                   | 1                                      | 2                                      | 3                                      | 4                                      | 5                                      | 6                                      | 7                                      | 8                                      |                                        |
| -------------------------------------- | -------------------------------------- | -------------------------------------- | -------------------------------------- | -------------------------------------- | -------------------------------------- | -------------------------------------- | -------------------------------------- | -------------------------------------- | -------------------------------------- |
| Positie                                | 14                                     | 7                                      | 4                                      | 3                                      | 3                                      | 6                                      | 12                                     | 26                                     | uit                                    |

### Daverende Dertig
| Hitnotering: 20-03-1971 t/m 08-05-1971 | Hitnotering: 20-03-1971 t/m 08-05-1971 | Hitnotering: 20-03-1971 t/m 08-05-1971 | Hitnotering: 20-03-1971 t/m 08-05-1971 | Hitnotering: 20-03-1971 t/m 08-05-1971 | Hitnotering: 20-03-1971 t/m 08-05-1971 | Hitnotering: 20-03-1971 t/m 08-05-1971 | Hitnotering: 20-03-1971 t/m 08-05-1971 | Hitnotering: 20-03-1971 t/m 08-05-1971 | Hitnotering: 20-03-1971 t/m 08-05-1971 |
| Week                                   | 1                                      | 2                                      | 3                                      | 4                                      | 5                                      | 6                                      | 7                                      | 8                                      |                                        |
| -------------------------------------- | -------------------------------------- | -------------------------------------- | -------------------------------------- | -------------------------------------- | -------------------------------------- | -------------------------------------- | -------------------------------------- | -------------------------------------- | -------------------------------------- |
| Positie                                | 17                                     | 7                                      | 4                                      | 2                                      | 3                                      | 7                                      | 16                                     | 18                                     | uit                                    |

### NPO Radio 2 Top 2000
| Nummer met noteringen in de NPO Radio 2 Top 2000 | '99  | '00  | '01 | '02  | '03  | '04  | '05  | '06  | '07  | '08  | '09  | '10  | '11  | '12 | '13  | '14  |
| ------------------------------------------------ | ---- | ---- | --- | ---- | ---- | ---- | ---- | ---- | ---- | ---- | ---- | ---- | ---- | --- | ---- | ---- |
| What Is Life                                     | 1511 | 1644 | 966 | 1094 | 1050 | 1232 | 1533 | 1674 | 1573 | 1423 | 1549 | 1750 | 1855 | -   | 1918 | 1875 |

1. ↑  Een '-' betekent dat het nummer niet was genoteerd en een vetgedrukt getal geeft de hoogste notering aan.
2. ↑  Deze tabel is bijgewerkt tot en met de laatste editie (2024).